# Michu Meszaros
Mihály „Michu“ Mészáros (* 1. Oktober 1939 in Budapest, Ungarn; † 13. Juni 2016 in Los Angeles, Kalifornien) war ein kleinwüchsiger ungarischer Schauspieler. Bekanntheit erlangte er durch die Sitcom Alf, in der er bei Ganzkörper-Aufnahmen im Kostüm des namensgebenden Außerirdischen steckte. Mit einer Körpergröße von 84 cm galt er zwischenzeitlich als kleinster Mann der Welt.

## Leben
Für ein Leben als Bühnenkünstler war Michu Mészáros prädestiniert: Seine beiden jeweils knapp über einen Meter großen Eltern waren in Budapest an einem Theater für Kleinwüchsige engagiert. In Ungarn besuchte er als siebtes Kind seiner Eltern zunächst eine Schule, die auf Jonglage, Akrobatik und Pantomime spezialisiert war. Seine Familie tourte als Zirkus durch Osteuropa. Im Jahre 1973 wurde er vom amerikanischen Ringling-Brothers-Circus entdeckt und reiste mit ihm durch die USA und Kanada, wo er unter anderem als David, der gegen Goliath kämpft, auftrat. Anfang der 1980er-Jahre entschied er sich schließlich, Ungarn zu verlassen und in die USA auszuwandern.

## Alf
Größere Bekanntheit erlangte Mészáros durch sein Mitwirken an den ersten Staffeln der Fernsehserie Alf, wo er für einige wenige Ganzkörper-Einstellungen, in denen der Außerirdische laufend gezeigt werden sollte, engagiert wurde. Wegen der starken Wärmeentwicklung der Scheinwerfer am Set, des engen unbequemen Kostüms und der langen Szenen wurde Mészáros als Alf-Double jedoch nur sehr selten eingesetzt. Ein Einsatz erfolgte für die letzte Einstellung des Intros der Serie der ersten beiden Staffeln, in welcher sich die Familie zu einem Gruppenfoto aufstellt.
Bei allen weiteren Aufnahmen von Alf handelte es sich um eine von Paul Fusco und zwei weiteren Gehilfen bediente Puppe, mit eingebauter Mechanik für das Bewegen der Ohren, Augenbrauen oder das Augenblinzeln, die Alfs Oberkörper darstellte. Für Szenen, in denen Alf etwa vollständig stehend oder auf der Couch oder dem Bett sitzend zu sehen ist, wurde eine Ganzkörperpuppe mit beweglichen Füßen verwendet. Die Puppenspieler versteckten sich bei solchen Aufnahmen hinter Objekten oder waren durch entsprechende Kameraeinstellungen und Schnitte nicht zu sehen. Den Unterschied zwischen den Einsätzen der Alf-Puppe und dem von Mészáros getragenen Kostüm kann man leicht feststellen, da die Körperproportionen des Kostüms und der Puppe, vor allem am Kopf, etwas unterschiedlich sind.
Auf Grund der Tatsache, dass Mészáros in der Öffentlichkeit dennoch stets behauptete, er sei der Alf-Darsteller, beendete Warner Bros. die Zusammenarbeit mit ihm bereits nach der ersten Staffel und verwendete für weitere Folgen nur noch gelegentlich alte Archivaufnahmen.

## Weitere Karriere
Auch als Fotomodell arbeitete Mészáros bereits 1967. Auf dem Plattencover des Doors-Albums Strange Days (Foto: Joel Brodsky) ist er im Vordergrund der abgebildeten Freak-Show im Sniffen Court, 152-156 E. 36th Street, New York zu sehen. Später hatte Mészáros zahlreiche weitere Auftritte in verschiedenen Fernseh- und Filmprojekten und wirkte in Werbespots neben Michael Jackson und in einem Musikvideo von Aerosmith mit. Sein letzter Filmauftritt war in dem 1993 erschienenen amerikanischen Horrorfilm Warlock – Satans Sohn kehrt zurück. Er war außerdem Mitglied der Ringling Brothers und des Barnum and Bailey Circus als damals „kleinster Mann der Welt“. Die Stadt Hawthorne in Kalifornien setzte Mészáros ein Denkmal und nannte die kürzeste Straße des Ortes Michu Lane.
Mihály Mészáros wohnte in Beverly Hills, Kalifornien. 2008 erlitt er einen Schlaganfall. Er verstarb am 13. Juni 2016 im Alter von 76 Jahren, nachdem er über eine Woche vorher ins Koma gefallen war.

## Filmografie
- 1978: H.R. Pufnstuf
- 1986–1990: Alf (Fernsehserie)
- 1988: Reise zurück in der Zeit (Waxwork)
- 1988: Big Top Pee-wee
- 1989: Kuck mal, wer da spricht! (Look Who’s Talking, als Stuntdouble)
- 1991: Mein lieber John (Dear John, Fernsehserie, Folge 3x20)
- 1993: Freaked
- 1993: Warlock – Satans Sohn kehrt zurück (Warlock: The Armageddon)
- 2015: Death to Cupid (Kurzfilm)